# M Studio
Az M Studio 2005-ben alakult meg Sepsiszentgyörgyön, az abban az évben Kolozsváron végzett fiatal színészekből és táncosokból.
A Háromszék Táncegyüttes mozgásszínházi műhelyeként létrejött formáció olyan kísérleti munkára szövetkezett, amely a színészi eszköztár lehetséges határait feszegeti, s a mozgás- és táncszínház területén kíván új, formateremtő előadásokat készíteni. Az M Studio, Uray Péter művészeti vezetésével, az eddig Erdélyben ismeretlen műfaj meghonosítására és megszerettetésére vállalkozott. A rendező más színházakban készített munkáin túl, a társulat jelenleg egyedüliként képviseli a Nyugat-Európában már korábban meghonosodott színházi formavilágot.
Az M Studio új formák keresése, a tánc- és mozgásszínházi világ lehetőségeinek további kutatása, illetve a zene, s a vizuális színház ezekkel való találkoztatása révén kísérli meg színházi világának elismertetését, mind hazai, mind nemzetközi színtereken.

## Előadások
A társulat, megalakulása óta bemutatott mozgásszínházi és kísérleti előadásain túl, prózai előadásokat is állított színpadra, teljesebbé téve repertoárját.
2005/2006-os évad

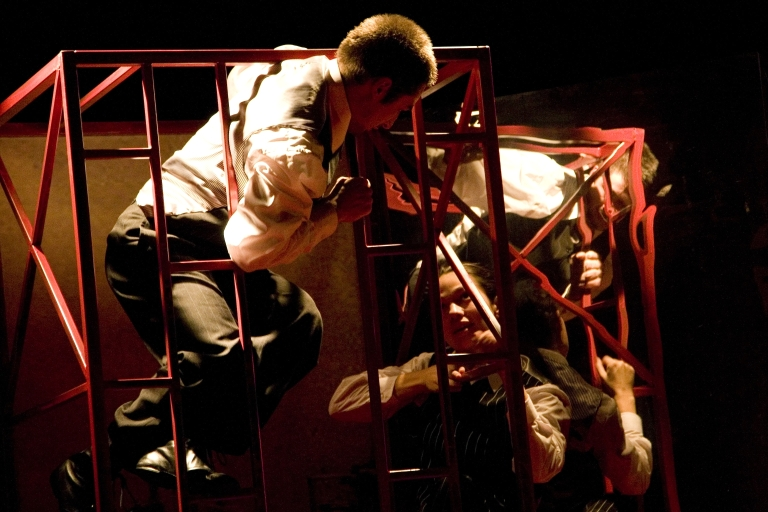
Romeo&julia

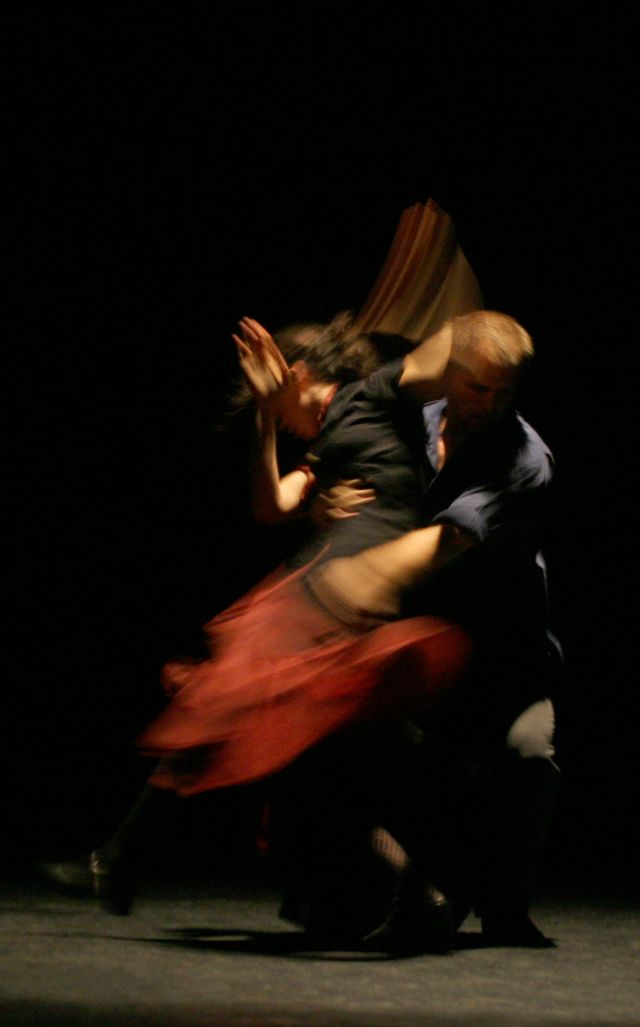
Dokk

- Dokk – Büchner „Woyzeck” c. műve alapján Színlap:
- Free – Dürrenmatt novellája alapján Színlap:
- A falu – közös munka a Háromszék Táncegyüttes tánckarával Színlap:

2006/2007-es évad
- Teremtés, Párcipő – báb és animáció Színlap:
- Éden – táncszínházi előadás Színlap:
- Ölelésben – Ady szerelmek – közös munka a Háromszék Táncegyüttes tánckarával Színlap:
- Tóték – Örkény István azonos című műve alapján, prózai előadás Színlap:

2007/2008-as évad
- Ünnep – Cirkuszszínház Színlap:
- A látogató – kontakttánc-színház Lengyel Menyhért A csodálatos mandarin c. műve alapján Színlap:
- ESC – fizikai színházi ember-kísérletek Színlap:
- Zűrzavaros éjszaka – I.L.Caragiale komédiája nyomán, prózai előadás Színlap:

2008/2009-es évad
- Romeo & Julia – mozgásszínházi előadás Színlap:
- Visky András: Megöltem az anyámat – Nagy Eszter egyéni előadása Színlap:
- Törékeny – mozgásszínházi előadás Színlap:

2009/2010-es évad
- Hamlet – fizikai színházi előadás Shakespeare azonos című műve alapján Színlap:
- Molnár Ferenc: Liliom – prózai előadás Színlap:
- Dokk – felújítás Színlap:

2010/2011-es évad
- Adagio Cantabile – az előadás a 20 éves Háromszék Táncegyüttes és 5 éves M STUDIO születésnapi gálaműsorra készült Színlap:

Előkészületben
- A behajtó, rendező: Uray Péter – a bemutató tervezett időpontja: 2011. február 21.
- Születésnap, rendező: Dávid Attila Péter – a bemutató tervezett időpontja: 2011. március

## A társulat tagjai
- Uray Péter – művészeti vezető, rendező
- Bajkó László – színész
- Dávid Attila Péter – színész
- Fehérvári Péter – színész
- Györgyjakab András – színész
- Nagy Attila – színész
- Nagy Eszter – színész
- Polgár Emília – színész
- Szekrényes László – színész

## Az előadások vendégművészei, közreműködői, alkotói
| - Téglás István – 2005-2006 - Györgyjakab Enikő – Dokk, A falu, Hamlet - Pál Ferenczi Gyöngyi – Dokk - Fatma Mohamed - Free - Ioana Costea – Tóték - Sebastian Marina – Free, Tóték - Magyarosi Imola – Romeo & Julia - Györgyjakab András – Romeo & Julia - Barabás Árpád - Romeo & Julia - Molnár Margit - Hamlet, Liliom - Varga Balázs Gábor – A látogató - Bagoly Zsuzsanna – díszlet- és jelmeztervező – Dokk, Törékeny, Liliom, Ünnep (jelmez) - Ambrus Amaryll – jelmeztervező – A falu - Paseczki Zsolt – díszlet- és jelmeztervező – A falu, Ünnep - Wegroszta László – díszlet- és jelmeztervező – Tóték - György Eszter – jelmeztervező – ESC - Kató Zsolt – látványtervező – ESC - Carmencita Brojboiu – díszlet- és jelmeztervező – Romeo & Julia, Hamlet | - Nina Ţînţar-dramaturg – Free - Czegő Csongor – fordító – Free - Gönczi Hunor – dramaturg – Ünnep - Márton Imola – dramaturg – Mint a fagyöngy, Othello és hőn szeretett Desdemonája - Sándor L. István – dramaturg – Hamlet - Fatma Mohamed – színpadi mozgás – Free, Tóték - Szőllősi András – koreográfus – Romeo & Julia - Apostolache Zénó – zeneszerző – A falu, Free, Ünnep - Orbán Ferenc – zeneszerző – Törékeny, Hamlet - Uray Péter – rendező–koreográfus – Dokk, A falu, Ünnep, Romeo & Julia, Hamlet - Florin Vidamski – rendező – Free, Tóték - Goda Gábor – rendező–koreográfus – Törékeny - Gyöngyösi Tamás – rendező–koreográfus – Éden, A látogató - Pályi János – rendező – Teremtés - Rusznyák Gábor – rendező – Liliom - Veres András – rendező – Párcipő - Zakariás Zalán – rendező, díszlettervező – ESC, Zűrzavaros éjszaka |  |

## Külső hivatkozások
- Az M Studio honlapja